# Blaignan
Blaignan is een plaats en voormalige gemeente in het Franse departement Gironde (regio Nouvelle-Aquitaine) en telt 218 inwoners (2005). De plaats maakt deel uit van het arrondissement Lesparre-Médoc. Blaignan is op 1 januari 2019 gefuseerd met de gemeente Prignac-en-Médoc tot de gemeente Blaignan-Prignac. 

## Geografie
De oppervlakte van Blaignan bedraagt 6,9 km², de bevolkingsdichtheid is 31,6 inwoners per km².
De onderstaande kaart toont de ligging van Blaignan met de belangrijkste infrastructuur en aangrenzende gemeenten.

## Demografie
Onderstaande figuur toont het verloop van het inwonertal.